# Microsoft Office Mobile

Логотип Microsoft 365 (Бывший Microsoft Office - произошёл ребрендинг), 2023 год

Все логотипы всех приложений Microsoft Office (По состоянию на 2023 год)

Microsoft Office Mobile — мобильный офисный пакет приложений от Microsoft для Symbian OS, Windows Mobile, Windows Phone и Windows 10 Mobile. Он состоит из Word Mobile, Excel Mobile, PowerPoint Mobile и OneNote Mobile. Office Mobile предназначен для использования офисного пакета в пути или вне дома. Первоначально дебютировал в качестве Pocket Office на Windows CE 1.0 в 1996 году. Последняя версия Office Mobile 2016 была выпущена одновременно с релизом версии для ПК 29 июля 2015 года во время тестирования предварительной версии Windows 10 Mobile, а официально стала доступна всем пользователям мобильной системы только с её финальным релизом 18 марта 2016 года.

## История
Office Mobile изначально поставляется как «карманный офис», и был выпущен Microsoft с ОС Windows CE 1.0 в 1996 году. Этот релиз был специально выпущен для аппаратной платформы Handheld PC, тогда как спецификация оборудования Microsoft Smartphone и Pocket PC ещё не были опубликованы. Он состоял из следующих программ: Pocket Word и Pocket Excel; PowerPoint, Microsoft Access, а программа Microsoft Outlook была добавлена позже. С постоянными обновлениями в течение последующих выпусках Windows Mobile, Office Mobile был переименован в своё нынешнее название после выпуска операционной системы Windows Mobile 5.0. В этом выпуске Office Mobile также впервые был включён PowerPoint Mobile. Следующим был выпущен Microsoft OneNote 2007, как дополнение к линии программ Office Mobile. С выпуском Windows, Mobile 6 Standard и Office Mobile стали доступны для платформы «Смартфон», однако в отличие от «Мобильного офиса для профессионала» (англ. Office Mobile for the Professional)  и «Классической версии Windows Mobile» (англ. Classic versions of Windows Mobile), не было функции создания новых документов. Популярную проблему можно было обойти, создав новый пустой документ в настольной версии Office, синхронизировав его на устройство, а затем отредактировав и сохранив на устройство Windows Mobile.
В июне 2007 года Microsoft анонсировала новую версию мобильного офиса, Office Mobile 2007. Он стал доступен как Office Mobile 6.1 26 сентября 2007 года в качестве бесплатной загрузки обновления к текущему Windows Mobile 5.0. Однако Office Mobile 6.1 Upgrade не совместимо с устройствами под управлением ОС Windows Mobile 5.0.
12 августа 2009 года было объявлено, что Office Mobile будет также выпущен для платформы Symbian, после совместного соглашения между Microsoft и Nokia. Первое применение Microsoft Office Communicator появляется на смартфонах Nokia Eseries. В феврале 2012 года Microsoft выпустила OneNote, Lync 2010, Document Connection и PowerPoint Broadcast для Symbian. В апреле Word Mobile, PowerPoint Mobile и Excel Mobile присоединились к Office Suite.
21 октября 2010 года Microsoft дебютировал Office Mobile 2010 с выпуском Windows Phone 7. В Windows Phone пользователи могут получать доступ и редактировать документы прямо из их аккаунтов OneDrive или Office 365 в выделенном Office Hub. Office Hub, который предустановлен в операционной системе, содержит Word, PowerPoint и Excel. Кроме того, операционная система включает в себя OneNote, хотя и не в качестве части Office. Lync в состав не входит, но может быть загружен как автономное приложение с Windows Phone Store бесплатно.
В октябре 2012 года Microsoft выпустила Microsoft Office Mobile 2013, которая обновляет все приложения Office Mobile для Office 2013 эквивалентно. Обновление доступно для всех телефонов, работающих под ОС Windows Phone 7.8 и новее.
Office Mobile для iPhone был выпущен 14 июня 2013 года в США. Поддержка 135 рынков на 27 языках была развёрнута в течение нескольких дней. Office Mobile был выпущен для Android 31 июля 2013 года в США.
27 марта 2014 года в дополнение к выпуску Office для iPad Microsoft сделала Android и IOS версии Office Mobile бесплатными для «домашнего использования», хотя по-прежнему требует подписки в Office 365 для использования Office Mobile в бизнесе.

## Программы

### Word Mobile

Логотип Word, 2023

Word Mobile 2013

Первоначально называлась Pocket Word, была включена в Office Mobile Suite с момента выпуска Handheld PC в 1996 году. Это текстовый процессор-программа с аналогичными функциями, что и его настольный аналог, Microsoft Word. Word Mobile имеет возможность базового форматирования документов, а также сохранять документы в нескольких форматах, включая формат «.rtf», Microsoft «.doc» формат для чтения на рабочем столе версии Word, и простые текстовые файлы. Word Mobile позволяет также вставлять картинки, списки и таблицы в документы. Кроме того, Word Mobile включает в себя проверку орфографии, инструмент «Найти» и команду «Заменить». Сноски, концевые сноски, заголовки, колонтитулы, разрывы страниц, определенное углубление списков, и некоторые шрифты, в то время как не отображающиеся шрифты не могли быть вставлены во время работы над документом в Word Mobile, такие возможности сохраняются, если исходный документ имеет их.

### Excel Mobile

Логотип Excel, 2023

Excel Mobile 2013

Как и Word Mobile, Excel Mobile была одной из первых программ, включенных в Office Mobile. Это таблица-программа, которая совместима с Microsoft Excel, и может создавать, открывать, редактировать и сохранять в формат «.xlsx» (xlsx — формат электронной таблицы), и может читать документы, сохранённые в формат «.xls». Excel Mobile позволяет форматирование ячеек, основных расчетов формул и создания диаграмм и графиков. В качестве средства борьбы с ограниченным разрешением экрана, Excel Mobile также имеет возможность использовать полноэкранный режим. Кроме того, оно поддерживает фильтрацию данных. Параметры защиты, настройки масштабирования, настройки автофильтра, форматирование диаграммы, скрытые листы, а также другие функции не поддерживаются в Excel Mobile, и будут изменяться при открытии и сохранении.

### PowerPoint Mobile

Логотип PowerPoint, 2023

PowerPoint Mobile был включён в релиз Windows Mobile 5.0. В отличие от Word и Excel Mobile, PowerPoint Mobile не в состоянии создавать и редактировать новые документы. Версии PowerPoint Mobile для Windows Phone 7.0 и выше могут также показывать трансляции презентаций потоком из Интернета.

### OneNote Mobile

Логотип OneNote, 2023

Первоначально выпущен с Microsoft Office 2003. OneNote Mobile позволяет производить базовое форматирование текста, вставку новостей, таких как фотографии или аудиозаписи, создание списков, а также использовать гиперссылки в документах. Фото- и аудиозаписи могут быть взяты непосредственно из программы с помощью встроенной камеры и микрофона соответственно.

### Интеграция Office 365 и OneDrive

Логотип OneDrive, 2023

Office Mobile интегрируется с OneDrive, для «облачных» услуг. Все документы, отредактированные из программ Office Mobile автоматически сохраняются в учётную запись OneDrive, и список последних документов, сохранённых в OneDrive появляется на главном экране Office Hub. Office Mobile также включает в себя файловый менеджер, который может использоваться для просмотра файлов Word, PowerPoint или Excel, сохранённых на OneDrive. Кроме того, в Office Mobile можно также открывать и редактировать документы, сохранённые на учётной записи Office 365.

## Автономные приложения
Мобильные версии Lync, OneNote и SharePoint Newsfeed нет в комплекте с офисным пакетом, но можно скачать отдельно на Windows Phone Store и App Store. Lync и OneNote доступны на Google Play для устройств Android, но SharePoint Newsfeed нет.
Первоначально выпущенный с Microsoft Office 2003, OneNote Mobile является Notetaking программа, которая синхронизируется с Microsoft OneNote. OneNote Mobile позволяет осуществлять форматирование текста, вставку носителей, таких как фотографии или аудиозаписи, создавать списки, а также использовать гиперссылки в пределах документа. Фотографии и аудиозаписи могут быть приняты непосредственно из программы, используя встроенную камеру и микрофон соответственно.